# Сливово (област Габрово)
Сливово е село в Северна България. То се намира в община Трявна, Габровска област.
Старото име на селото е Аладжии. Към 1934 г. селото има 27 жители. В днешно време няма постоянно население. Влиза в землището на с. Станчов хан.